# 邹汝平
邹汝平（1962年9月—），男，中国战术导弹工程专家，中国兵器首席科学家，中国兵器工业第二〇三研究所研究员，中国工程院院士。